# Дубечне
Дубе́чне — село в Україні, центр Дубечненської сільської громади Ковельського району Волинської області. Населення становить 2395 осіб.

## Географія
Село Дубечне розташоване в північно-західній частині Західного Полісся, на правому березі річки Лютки, правої притоки Прип'яті, за 15 км від Старої Вижівки. На його західній частині розкинулися озера Луки, Домашнє, Міщане. Через село проходить залізниця Ковель-Брест та шосейна дорога Ковель — Любохини. Також село Дубечне зв'язане з селищем Ратне шосейною дорогою.

## Назва
Перші жителі побудували свої оселі серед дубів-велетнів, звідки і походить назва села Дубечне. Останньою природною пам'яткою є дуб на околиці лісу, якому вже понад 700 років. Дуб також зображений на гербі села, що робить його промовистим.

## Історія
Перше поселення на території, суміжній з територією сучасного села Дубечне, було пов'язане з найдавнішим періодом розвитку Волині. Однак, у зв'язку з недостатньою доказовою базою, археологи ще не сформували єдиного підходу до визначення дати першого поселення. Доктор історичних наук, професор Михайло Кучинко, у монографії «Археологія Волині», позначив Дубечне на карті серед інших чисельних пам'яток палеоліту Волині. Археолог Григорій Охріменко відносить його появу до неолітичної доби України.  У 1995 р. на схилі лівого берега Прип'яті за 1,5-2 км на північний захід від сучасної станції Кримне неолітичне поселення було відкрите й досліджене Г. В. Охріменком.
Перша писемна згадка про село відноситься до 1500 року.
В 1565 році у Дубечному зафіксовано шість дворищ, де проживало 23 селян. Зареєстровані назви дворищ: Куретковське, Сапрана, Масла, Маньчиковське, Літовичеве, Малинове та Гулевичеве. Усі поля тоді були у користуванні однойменного дворища. Кожне дворище платило податок та оброк натурою. Весь пожиток з Дубечного обчислено в 60 золотих 17 грошів. Крім, податків, які накладались на селян, у люстрації описано млини і фільварки. У Дубечному млина тоді не було, найближчий розташувався у Кримному. Люди наймали його за 6 золотих. Був у Дубечному і фільварок.
У 1565 році тут нараховувалось 44 копи озимого жита, 10 кіп ярого, 31 копа вівса, 20 кіп проса, 173 копи татарки і копиці нав'язаного гороху. На фільварку утримували 21 корову, 30 ялівок, бика, а ще овець, кіз, гусей та курей.
Із 23 господарств половина трималась виробництвом глечиків, мисок, кухлів та іншого глиняного посуду. За це гончарі платили по 2 золотих чиншу. Крім того, вони повинні були їздити до Любліна, Красностава, Холма, Любомиля, Грубешева, Городла та Ратного — перевозили своїм транспортом вантажі. Гончарі також мусили підвозити до ратнівського замку глину, ходити на полювання та ловити рибу неводом.
Історичний документ «Люстрація 1565 року» засвідчує, що з навколишніх сіл утворились фільварки: один в Ратному, а другий — в Дубечному. В Дубечному: жита кіп 404, яровини 212 кіп, вівса 31 копа, гречки 173 копи, проса 20, гороху нав'язаного стогів два. З двох кіп жита намолочували півтора корці (центнери) зерна, урожай пшениці був такий же. Двадцять кіп проса давали десять корців зерна.
У спеціальному підрозділі «Сіножаті» люстрація 1565 року відзначає найкращі луки. Під Дубечним в урочищі «Лучно» роблять 33 стоги сіна, а в самому Дубечному стогів великих буває 5. Великі стоги продавали по 5 золотих, а малі стіжки по грошів 20. У XVII ст. відмічено, що господар мав пасіку до 100 вуликів. Люстрація 1565 року інформує про те, оскільки меду набрано під Дубечним, — 4 бортей є тут чимало. 
Дубечненська корчма давала доходу щорічно по 5 золотих. Корчма у той час була не тільки місцем розваг, а й готелем, — при головних дорогах чи на їх перехресті вона мала заїзд — кімнати для подорожніх. У наступні сторіччя корчма є вже в кожному селі.
В 1924 році був великий неврожай, виник голод. Волинський воєвода у звіті за 1931 рік говорить, що волинський селянин часто не міг купити навіть найпотрібніші промислові товари. У газеті «Ілюстрований кур'єр цьодзенни» пишеться: 
|  | «Селянська хата тут — це низька халупка. Часто від дев'яти до одинадцяти дітей живе в одному приміщенні. Під піччю тримають поросят і курей. Селянин разом із сім'єю спить на дошках, встановлених на спеціальних підмірках. Основна їжа селян — картопля, солоні огірки. Хліба немає. Про м'ясо давно забули. Цукор знають як щось недосяжне. Предметом розкоші в селі є гас і тютюн. Селяни користуються для освітлення розпаленою дерев'яною скіпкою». |

У 1762 році на кошти прихожан виросла нова дерев'яна церква з дзвіницею. У 1900 році Покровський храм було продано в село Поступель Ратнівського району. В цей же період для нової церкви освятили місце, поставили хрест. А через два роки коштом святого Синоду збудовано новий храм.
В березні 1917 року дійшла звістка про знищення самодержавства. В газеті «Трудова Волинь» (видавалась спілкою кооператорів) від 15 листопада 1917 року говорилося про вирубування казенних лісів. 
|  | «Селяни заявили, що тепер немає ніяких законів, все зараз народне, можна брати все що завгодно». |

За Ризьким мирним договором 1921 року Західна Україна ввійшла до складу Польщі. Село ввійшло до Кримненської гміни, Ковельського повіту.
Ліси тут переважно листяні. За влади Польщі в селі було організоване лісництво.
У 1939 році місцевий житель заявив, що за кілька років до того, на полі біля села було знайдено скарб золотих монет. Проте ця інформація є не достеменно вірна.
В вересні 1939 року в село увійшли частини Червоної армії. Створення колгоспу в селі Дубечне почалося в 1947 році. До складу колгоспу ввійшло 8 господарств в кількості 18 чоловік. Більша частина населення ухилялась від колективного господарства. Тому вісім сімей було вивезено із села за опір колективізації. Вже в 1948 році почався масовий вступ селян в колгосп. Першими колгоспниками були: Костючик Онелія Миронівна, Литвинець Микола, Костючик Степан, Костючик Семен. Першим головою колгоспу був Довгаль Семен, бухгалтером — Костючик Павло, бригадиром — Поприк Іван. Колгосп був бідний, приходилось позичати зерно для посіву.
В 1949 році головою колгоспу став Ткачук Никифор. У 1955 році головою колгоспу став Мішук Антон Остапович з числа «сорокатисячників». За цього керівника врожаї стали високими, колгосп став передовим. Землю вже почали обробляти технікою, але вся техніка належала машинно-тракторній станції і лише у 1958 році була передана у колгосп, а МТС було перейменовано на ремонтно-транспортну станцію.
Першими закінчили курси трактористів у Володимир-Волинській школі механізації Антонюк Панас, Усік Тетяна, Курилюк Іван. Селяни отримували за роботу в колгоспі продукти, грошей практично не було. З 1971 року були такі колгоспи: в селі Дубечне — колгосп ім. Леніна, у селі Мокре — колгосп ім. Жданова, у селі Лютка — ім. Молотова, у селі Залюття — ім. 1 Травня і в селі Рокита — колгосп Зоря. Всі колгоспи існували окремо. Тільки у 1971 році ці колгоспи об'єдналися і утворили один колгосп ім. Ілліча. У 1998 році на базі колгоспу ім. Ілліча було утворено сільськогосподарський виробничий кооператив «Полісся».
24 червня 1941 року через село пройшли німецькі війська. Розпочався період жорстокої окупації. За роки окупації з Дубечного було вивезено 292 чол. Відправка жителів відбувалась трьома етапами: І. Квітень 1942 року — 80 чоловік, молоді хлопці та дівчата віком від 16 до 18 років серед них: Рибачук Андрій, Сливка Петро і ін.
ІІ. Вересень 1942 року — 50 чоловік, серед них — Грищук Ганна, Антонюк Марія.
ІІІ. Найбільш страшний, бо вже вивозили сім'ї з дітьми. Серед них: сім'ї Бромуків, Курилюків, Якимуків, Костючиків, — 40 сімей.
В 1944-45 рр. в селі діяли загони ОУН, УПА.
В числі перших воїнів-визволителів села були солдати 70-ї армії Першого Білоруського фронту під командуванням Попова Василя Семеновича.
27 березня 1944 року дивізія вступила в бій з нацистами на дільниці фронту Видраниця-Замшани- Пісочне. 2 квітня вибили противника з невеликого плацдарму східніше річки Вижівка. На цій річці дивізія вела оборонні бої з ворогом з 12 квітня по 19 липня 1944 року. Наступом 19 липня 1944 року було визволено село. Великих боїв за Дубечне не було, але на міні підірвалась автомашина, де їхав начальник штабу дивізії Марченко Євстахій Іванович. Переходячи через залізницю, на південь від станції Кримне, підірвалися на мінах бійці 77 гвардійського артилерійського полку. Зразу загинуло 13 чоловік, були поранені, яких відвезли в госпіталь с. Кримне. Учням школи вдалося відшукати імена загиблих. Це Кузнецов Дмитро Іванович, Туманов Микола Іванович, Гуменний Михайло Йосипович, і ін.
В 1944 році були мобілізовані до армії практично всі військовозобов'язані чоловіки. З фронту не повернулося 120 чоловік.
Повернулися з війни: Мазур Василь, Костючик Іван, Сливка Павло, і ін. 
До 21 липня 2017 року — адміністративний центр Дубечненської сільської ради Старовижівського району Волинської області.

## Населення
Згідно з переписом УРСР 1989 року чисельність наявного населення села становила 2378 осіб, з яких 1142 чоловіки та 1236 жінок.
За переписом населення України 2001 року в селі мешкала 2371 особа.

### Мова
Розподіл населення за рідною мовою за даними перепису 2001 року:
| Мова       | Відсоток |
| ---------- | -------- |
| українська | 99,21 %  |
| російська  | 0,50 %   |
| білоруська | 0,17 %   |
| польська   | 0,04 %   |

## Природоохоронні об'єкти
У селі та неподалік від нього розташовані: Дубечнівський парк, Дубечнівський заказник (загальнозоологічний заказник), Урочище Костянове (орнітологічний заказник), Дуб звичайний велетень (пам'ятка природи), Модрина (пам'ятка природи).

## Школи Дубечного

### Перші школи
За даними «Ведомості о церкві» в 1886 році в селі була відкрита церковно-приходська школа, де навчалось 38 учнів — дітей прихожан. В 90-х роках була відкрита друга школа — однокласне народне училище. Вони були побудовані на околиці села, близько одна від одної через сад, площею 200 м2. В церковно-приходській школі термін навчання становив один рік. З часу відкриття школи навчав один вчитель — Бачевський. Обов'язковим предметом був Закон Божий.
Однокласне народне училище відображало інтереси жителів села. Навчання в ньому проводилось сезонно, з початку грудня і по березень, тому що весь час діти працювали: були пастухами худоби, птиці, допомагали батькам у сільськогосподарських роботах. Школу відвідували діти з сіл Дубечне, Лютка, Рокита. В школі навчалось 35 учнів, переважно діти заможних селян. За навчальним планом були такі предмети: Закон Божий, російська і слов'янська мови, граматика, арифметика, церковні співи. Священик проводив заняття один раз на тиждень протягом двох годин. Екзамени складали з російської, слов'янської мови і арифметики. Наші односельчани здавали екзамени у Старій Гуті. Після цього одержували свідоцтво затверджене інспектором школи, вчителями і священиком. У школі були такі перші вчителі: Зінкевич, Сачковський, Речецький. Закінчивши однокласне народне училище, учень мав право поступати в двокласне училище. Але ці училища були тільки у містах: Ковелі, Володимир-Волинську.
У 1913 році було об'єднано церковно-парафіяльну школу і однокласне народне училище під назвою сільське народне училище. Під час Першої світової війни село опинилося у смузі воєнних дій, під час яких згоріла школа.

### Польські школи
Навесні 1919 року село захопили війська Польщі і протягом 20-ти років наші односельчани були під її владою. Населення було майже неписьменним. У 1920 році в приміщенні будинку Сливки Омеляна Павловича було відкрито перший клас, а в 1922 році діяло уже чотири класи. У кожному класі було по 10 учнів. Працювало два вчителі. Вчилися в школі в основному хлопчики по два дні на тиждень. Навчання велося польською мовою. Школа не мала постійного приміщення, а тому розміщувалась в будинках жителів села. В 1924 році школа знаходилась в сільських хатах: Сливки Тита Павловича, Каця Якова Артемовича. Не дивлячись на важкий соціальний і національний гніт, потяг до знань зростав, збільшувалася кількість учнів. Школу відвідувало уже до 70-ти дітей. Директором школи був Балиш. Вчителі: Супрунюк, Дудар, Юдкевич. За навчанням дітей слідкувала влада. Коли учень не відвідував школи, то справа передавалась у поліцію і батьки змушені були платити штраф 10 злотих.
Спільними силами односельчан була побудована у 1934 році нова школа, одна з найкращих шкіл району, покрита етернітом, у класах був паркет. Було шість класів. В школі навчалися діти таких національностей: українці, поляки, євреї. В середу читав Закон Божий православний піп для українців, а в п'ятницю — католицький для поляків.

### Школа в с. Дубечне при радянській владі
1 жовтня 1939 рову була відкрита нова школа. Директором школи був Гарбар, вчителі Брамук, Дудар. Був запровадженій єдиний навчальний план і програма для сільських шкіл. Навчально-виховна робота в школі перебудовувалася відповідно до нових умов. В школі була створена піонерська організація, якою керувала Сорока Лідія Яківна. Першими піонерами були учні 4 класу: Бубела Катерина Максимівна, Сех Григорій Іванович, Бромук Любов Степанівна, учні 5 класу: Зубчик Григорій, Хвещук Андрій, — всього 9 чоловік.
Настав 1941 рік. В приміщенні школи були розміщені німецькі війська. Школа була спалена в 1944 році. Після визволення села від нацистських загарбників 19 липня 1944 року почала працювати школа, яка була розміщена у хаті священика. Завідувачкою школи була Орлова Євдокія Мусіївна, вона навчала учнів 2 класу, з нею працювала Пилипенко Ганна Трохимівна — яка вела І клас і Зорова Лідія Антонівна — 3 клас. Освіта в них була середня спеціальна. При школі діяв вечірній клас по ліквідації неграмотності населення.
У 1945 році прибули перші вчителі: Мельник Федір Гнатович, мав вищу освіту і військове звання полковника., був завідувачем школи. Черкас Ольга Йосипівна, Тищенко Катерина Степанівна, які працювали у вечірній школі, де були також 1-3 класи. У 1946 році першим директором семирічної школи був Куренко Данило Васильович, було уже вісім вчителів: Шилюк Степан Мартинович, Чолобитько Катерина Василівна, Пилипенко Галина Трохимівна, Юречко Марія Семенівна, Яковлева Катерина Макарівна, Черкас Ольга Йосипівна, Хоменко О. Ф., Ведибіда Ф. Д. Вчителі одержували заробітну плату за розрядами.
У селі ще не було великої школи з багатьма приміщеннями, тому школи були розміщені ще у жителів села: Сливки Стаха Павловича були 4-5 класи, Сливки Тита Павловича -1-2 класи. В 1948 році прибула Бойко Ольга Іванівна, Добровольська Н.Ф, Кухар Галина Юхимівна, Чернуха Анатолій Михайлович, Шаргородська Юлія Іванівна. Всього було 12 вчителів. Заступником була Луцька Антоніна Іванівна, директор школи в жовтні 1948 р. — вчитель математики Кузьменко Тетяна Федорівна.
У 1948—1961 рр. в Дубечне була семирічна школа, а в 1961 р. було відкрито філіал Заболотівської середньої школи, яку закінчили 34 випускники. Більшість з них обрали такі професії: вчителі, лікарі, інженери. Всього за цей період з 1948 р. по 1961 р. закінчило школу більше як 500 дітей. Класи були великі, 27-39 учнів, але паралельних класів не було. В школі була створена піонерська організація, їй було присвоєно ім'я підполковника Є. І. Марченка, начальника штабу 38 ЛСЧПД, який загинув на території нашого села у роки Другої світогвої війни.
В школу прибували випускники навчальних закладів зі східних областей України. Але залишатися тут бажання вони не мали. З 1963 р. школа стала восьмирічна загальноосвітня. Оскільки кадрове питання за рахунок вчителів, які  приїжджали з інших областей не вирішувалось, то колектив школи поповнювався випускниками місцевих шкіл, які навчалися на заочних відділеннях Луцького педінституту. Це Козлозська М. І., Березюк А. Д., Лазарук О. П., Ткачук М. Я., Ковальчук М. О., Тунчик Л. М., Козловська Л. З., Бандура Л. П., Сулева Л. М.
5 вересня 1971 р. Дубечненська школа стала шостою в районі середньою школою. Діти прагнули до знань, більшість з них продовжували навчання у вищих навчальних та середніх спеціальних закладах. Кількість дітей зростала, стали паралельні класи. Такі умови навчання були дужа складними, навчання проводилось у непристосованих приміщеннях з пічним опаленням, навчались у дві зміни, а у третю зміну — сільська молодь.
У 1961 роді було добудовано дві класні кімнати. В 1967 році — ще п'ять класних кімнат, в 1970 році — дві кімнати, їдальню. Будували господарським методом. Педагогічний колектив працював за такою системою: педради, виробничі наради, партійні збори /відкриті завжди/, профспілкові збори, політзаняття. Крім того вчителі виконували громадську роботу: пропагандисти, лектори, агітатори. Хоча приміщення школи було старе, але біля неї був великий фруктовий сад, було посаджено багато декоративних дерев. Біля школи був ставок. Працювали піонерська та комсомольська організації. У роботі піонерської та комсомольської організації надавали допомогу представники району і обкому комсомолу. Секретар комсомольської організації Тусюк Руслана була делегатом ХІХ з'їздів ЛКСМУ. Андріюк Неля нагороджена грамотою Волинського обкому комсомолу.
Великим авторитетом серед працівників школи, району користувались вчителі: Любохинець Ірина Іванівна — старший вчитель, Рудик Варвара Лук'янівна — старший вчитель, Хомич Людмила Трохимівна — вчитель-методист, Макарук Микола Арсенович — старший вчитель, Марчук Марія Федорівна — старший вчитель, вихователь — методист Сулева Лідія Марківна.

### Нова школа
З 1983 по 2007 рр. директором школи була Людмила Трохимівна Хомич. Завдяки великим зусиллям і наполегливій праці Людмили Трохимівни була відкрита у 1988 році нова школа. Школа розташована в центрі села. Є 23 класи, просторий актовий зал на 170 місць, їдальня — 150 місць, спортивний зал, ігрова кімната для початкових класів, кабінети хімії, фізики, лінгафонний, два комп'ютерних класи. Створено музей села, кімнату народного побуту, Шевченкову світлицю, зал народного календаря.
На даний час педагогічний колектив нараховує 47 учителів, навчається 363 учні. Серед педпрацівників школи на даний час дев'ять вчителів мають звання "Старший вчитель", 19 — за підсумками атестацій встановлена вища кваліфікаційна категорія.
З 1950 р. по 2007 р. випускниками школи стали більше трьох тисяч учнів. З 1970 р. по 2007 р. сімдесят вісім учнів були нагороджені золотими медалями. Випускники здобували різні професії: юристи, військовослужбовці, працівники міліції, лікарі, вчителі, інженери, працівники культури, журналісти, працівники сільського господарства.

### Директори школи с. Дубечне
1. 1886—1918 рр. вчитель Бачевський

2. 1924—1939 рр. Балиш В. А.

3. 1939—1941 рр. Гербар М. А.

4. 1944—1945 рр. Орлова С. М.

5. 1945—1946 рр. Мельник Ф. Г.

6. 1946—1948 рр. Куренко Д. В.

7. 1948—1950 рр. Кузьменко Т. І.

8. 1950—1952 рр. Знайомський В. С.

9. 1953—1954 рр. Гайдученко П. С.

10. 1955—1956 рр. Тунчик М. Д.

11. 1956—1957 рр. Романенко А. І.

12. 1957—1963 рр. Юркевич А. П.

13. 1963—1982 рр. Грибовська І. М.

14. 1983—2007 рр. Хомич Л. Т.

15. 2007 — … Андріюк Н. П.